# Fehértorkú kacsolat
A fehértorkú kacsolat (Pseudoseisura gutturalis) a madarak (Aves) osztályának verébalakúak (Passeriformes) rendjébe és a fazekasmadár-félék (Furnariidae) családjába tartozó faj.

## Rendszerezése
A fajt Alcide d’Orbigny és Frédéric de Lafresnaye írták le 1838-ban, az Anabates nembe Anabates gutturalis néven.

## Alfajai
- Pseudoseisura gutturalis gutturalis (Orbigny & Lafresnaye, 1838)
- Pseudoseisura gutturalis ochroleuca Olrog, 1959[2]

## Előfordulása
Dél-Amerika déli részén, Argentína területén honos. Természetes élőhelyei a szubtrópusi és trópusi cserjések.

## Megjelenése
Testhossza 22–23 centiméter, testtömege 63–79 gramm.

## Életmódja
Ízeltlábúakkal táplálkozik.

## Természetvédelmi helyzete
Az elterjedési területe nagyon nagy, egyedszáma pedig stabil. A Természetvédelmi Világszövetség Vörös listáján nem veszélyeztetett fajként szerepel.

## Külső hivatkozások
- Képek az interneten a fajról
- Xeno-canto.org - elterjedése